# Urbán László (közgazdász)
Urbán László (teljes nevén Urbán László Zoltán; Sajószentpéter, 1959. július 25. –) magyar bankszakember, közgazdász, politikus. Országgyűlési képviselő 1993–1994-ben. 2012 és 2017 között a CEU Business School professzora volt. Az Eötvös József Csoport tagja.

## Életpályája
Édesapja Urbán István kazánfűtő, édesanyja Kovács Matild hivatalsegéd. Az általános iskolát Edelényben végezte. 1977-ben érettségizett Miskolcon a Földes Ferenc Gimnáziumban. Az MKKE pénzügy szakán szerzett közgazdász diplomát 1982-ben. 1982–1983-ban a BME oktatója. 1984–1985-ben az Országos Vezetőképző Intézet munkatársa. 1985-ben szerzett egyetemi doktori címet. 1985-től az ELTE ÁJTK Bihari Mihály által vezetett Politológia tanszéken dolgozik, egyidejűleg a BKE Vállalatgazdaságtani Tanszékének oktatója. Ösztöndíjas 1988–1989 folyamán a Berkeley Business Schoolnál, 1992–1993-ban a Princeton Egyetemen a Woodrow Wilson Schoolban.
1985-ben szerzett egyetemi doktori címet.
1990 és 1992 között az Állami Vagyonügynökség Igazgatótanácsának tagja (lemondott).

### Politikai pályája
1989 - 1995-ig Fidesz-tag. A párt gazdasági szakértői csoportjának vezetője. 1993. december 22-től országgyűlési képviselő; a Fidesz országos listájáról delegálták a lemondott Ungár Klára helyett.
1994-ben a Fidesz országos listájának 9. helyéről került az Országgyűlésbe, ahol a Költségvetési és pénzügyi, valamint Mezőgazdasági bizottságának a tagja volt. 1994 végén lemondott képviselői pozíciójáról.
Az 1998-as országgyűlési választásokat követően először Orbán Viktor pénzügyminiszter-jelöltje volt, de végül mégsem ő lett a hivatalos jelölt.

### Bankszakemberi pálya
1995-1996-ban a Világbank-nál volt közgazdász Washington, D.C.-ben, ahol szerzői között volt a World Development Report 1996 on Transition Economies c. jelentésnek.
1996-1998-ig Magyarországon az ABN-AMRO Banknál a makrogazdasági elemzésekért felelt, valamint a Tervezés és Kontrolling területeket vezette.
1998-2000-ig a magyar PostaBank igazgatósági tagja volt akik sikeresen újrastruktúrálták a csődbement bankot a korábbi korrupt vezetőség után. A bankot végül az Erste Bank 2002-ben felvásárolta.  
2000-2005-ig Vice President, Business Planning Director pozíciót töltött be a Citibank new york-i irodájában. 
2005-2006-ig a Magyar Nemzeti Bank egyik igazgatójaként felelt a nemzetközi szervezetekkel való kapcsolattartásért, mint pl.:  EU, IMF, BIS, OECD
2007-2009-ig az OTP Bank igazgatósági tagja, és CFO-ja. 
2010-2011-ig az EBRD Igazgatóstanácsának tagja Londonban.
2016 óta a szlovén Nova Ljubljanska Banka felügyelő bizottságának tagja.
2019 óta az ukrán, Ukreximbank felügyelő bizottságának tagja.